# 汤炳权
汤炳权（1949年9月—），男，汉族，广东中山人，中华人民共和国政治人物，曾任广东省人民政府副省长，广东省政协副主席，第八、十届全国人大代表。